# قطعة 2 سنتيم يورو
قطعة 2 سنتيم يورو (0.02 يورو) تبلغ قيمتها واحد على خمسين سنت من اليورو وتتكون من الفولاذ المطلي بالنحاس. جميع العملات لديها عكس مشترك ووجه خاص بالبلد (وطني). تم استخدام العملة المعدنية منذ عام 2002 ولم يتم إعادة تصميمها في عام 2007 مثل العملات المعدنية ذات القيمة الأعلى.

## أسماء مستعارة
في الفلمنكية, تحتوي العملات المعدنية ذات السنت الواحد والخامس والسنت على لقب كوبر (نحاس) أو روس (شعر أحمر) أو روسك أو روستجيس (شعر أحمر قصير) بسبب لونها.